# 孔全
孔全，元朝亳州鹿邑（今河南省鹿邑县）人。
他父亲孔成的病，孔全割下大腿的肉给他吃，孔成病愈。后来孔成死去，孔全居丧哀痛至极。在墓左结庐守墓，负土造坟，每天挑六十肩，遇到风雨没有够数，等到天晴则补齐。三年里，他起坟方圆一亩，高三丈多。